# 1943 en Lorraine
Chronologie de la Lorraine
- 1939
- 1940
- 1941
- 1942
- 1943
- 1944
- 1945
- 1946
- 1947

Cette page est une liste d'événements qui se sont produits durant l'année 1943 en Lorraine.

## Éléments de contexte
- En 1943, l'Armée secrète de Lorraine est constituée, avec à sa tête Émile Pierret Gérard.
- Un camp d'internement est actif à Nancy : Dulag 194 Nancy.
- Création en Meurthe-et-Moselle d'un Comité départemental de libération[1].
- À l'automne, les groupes de résistance des départements du nord-est sont fusionnés dans la Région C[2].

## Événements
- Création à Nancy de la société Baumaux.

### Février
- 18 février : le train qui conduit les recrues du RAD, de Sarrebourg à Sarreguemines, est mis à sac.

### Mars
- 2  et 5 mars : 300 hommes de 15 à 62 ans sont raflés par la Gestapo à Nancy , la moitié sera envoyée comme main d'œuvre servile en camp de concentration, seuls 88 en reviendront[3],[4].

### Avril
- Avril : une unité de planeurs, la Luftlandegeschwader 2 (LLG 2), équipée de planeurs Gotha Go 242 et de bombardiers moyens Heinkel He 111 (utilisés pour tracter les planeurs), s'installe sur l'actuelle Base aérienne 133 Nancy-Ochey.
- Création de l' armée secrète de Lorraine[5].

### Mai
- 12 mai : arrestation des passeurs du réseau de Rehtal[6]

### Juin
- Juin : la Luftlandegeschwader 2 quitte le terrain de la B.A 133.

### Septembre
- Septembre : la Luftlandegeschwader 1 s'installe sur la B.A 133.
- 15 septembre : rattachée au II. Jagdkorps, la 4. Jagd-Division, commandée par le colonel Carl Vieck (oct. 1943 – sept.1944 ) est formée à Metz (Frescaty) à partir de la 3. Jagd-Division, avant d'être dissoute le 8 septembre 1944 au début de la bataille de Metz.
- 20 septembre : le chef du réseau Mario, Jean Burger, est arrêté à Metz.

### Octobre
- 1er octobre : pour faire face à l’insoumission, ou aux désertions des Mosellans, une ordonnance consacre la responsabilité collective du « clan », en cas de défaillance d'un appelé.
- Octobre : le fort de Queuleu devient un camp d'internement.
- 18 octobre : création sur la base aérienne de Metz de la Schlachtgeschwader 103, escadron d'attaque au sol.

### Novembre
- Novembre : ouverture des camps d'internement de Queuleu, Plappeville et  Woippy[1]..
- 5 novembre : La 1. Fallschirm-Armee (5 novembre 1943 au 1er avril 1944) est créée à Nancy à partir du XI. Fliegerkorps pour consolider les différents Division de Fallschirmjäger et de Divisions de campagne (Luftwaffen-Feld-Division). Elle devait défendre un front de 100 kilomètres aux Pays-Bas, entre Anvers et Maastricht, avec une force d'un peu plus de 3000 hommes.

### Décembre
- 15 décembre : les membres du groupe Derhan sont arrêtés[7].

## Inscriptions ou classements aux titre des monuments historiques
- Église Saint-Remy de Vicherey[8]

## Naissances

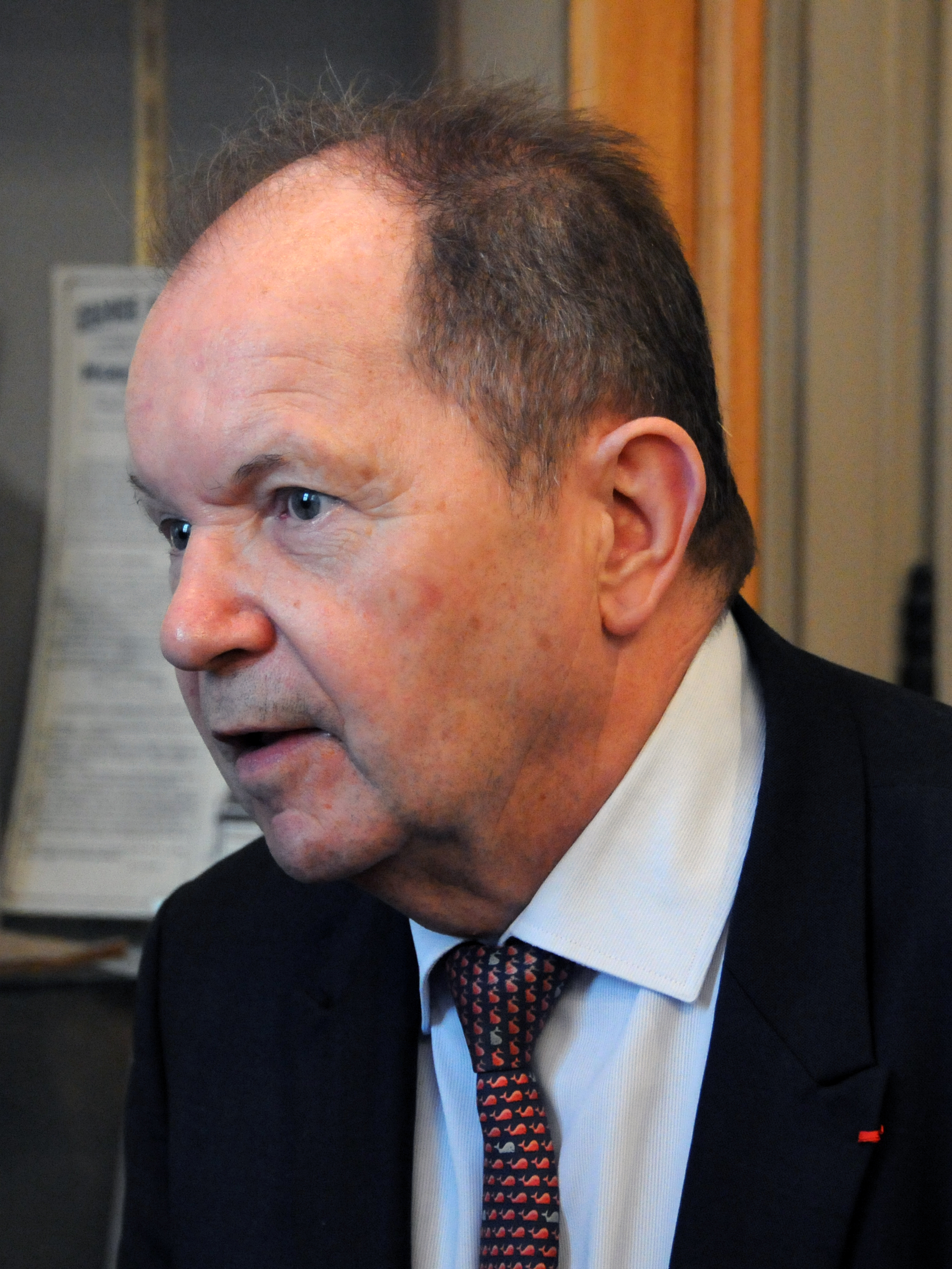
Philippe Bilger

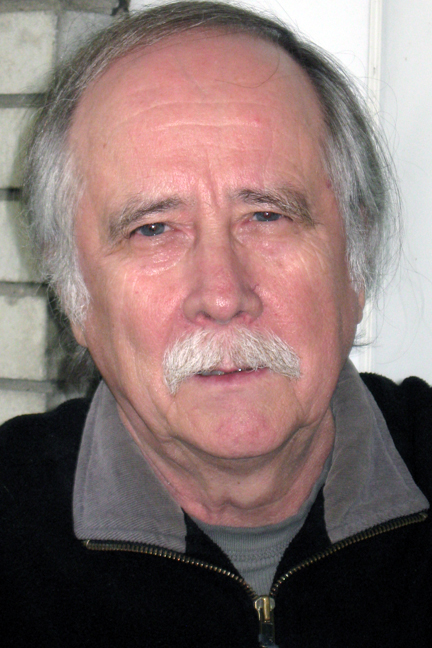
Norbert Spehner.

- à Metz : Rainer Negrelli[9], peintre contemporain allemand.
- 7 février à Gosselming : André Wilhelm, coureur cycliste français. Actif des années 1960 à 1980, Champion de France de cyclo-cross en 1973, 1974 et 1979, et monte deux fois sur le podium du championnat du monde de cyclo-cross, en 1973 (2e) et 1976 (3e). Sur route, il dispute le Tour de France 1969, dont il est lanterne rouge, à la 86e place[10],[11].
- 10 février à Algrange : Gilbert Gruss, karatéka français[12], mort le 1er octobre 2016 à Thionville[13].
- 13 février à Metz : René Träger, mort à Portets (Gironde) le 7 septembre 2013, industriel et homme d'affaires français d'origine polonaise spécialisé dans la métallurgie.
- 21 février à Remiremont : Francis Herth, artiste peintre, dessinateur, sculpteur, graveur, lithographe et Illustrateur abstrait, français, mort le 25 septembre 2018 à  Paris 15e[14]. Il est inhumé à  Plougoulm.
- 4 mars à Metz : Joachim Schultz-Tornau , homme politique allemand du FDP.
- avril à Bitche : Edgard Weber, historien arabisant, professeur et romancier.
- 7 mai à Vittel : Michèle Bernard-Requin, née Bernard, morte le 14 décembre 2019[15] dans le 16e arrondissement de Paris[15],[16], avocate puis magistrate française.
- 22 mai à Ars-sur-Moselle : Jean-Louis Heinrich, mort le 14 septembre 2012 à Cavaillon[17]), footballeur français.
- 26 mai à Moyeuvre-Grande : René Drouin, homme politique français, député de la Moselle pendant douze ans.
- 6 juin à Baccarat : Jean-Michel Bertrand, mort à 64 ans le 19 février 2008 à l'hôpital Saint-Louis de Paris, homme politique français.
- 18 juin à Offroicourt : Armand Maillard, ecclésiastique catholique français, archevêque émérite de l'archidiocèse de Bourges.
- 17 juillet à Metz : Hugo Jung (décédé le 6 décembre 2007 à Mörfelden-Walldorf) , journaliste allemand. Responsable de communication, il fut président de la Deutsche Public Relations Gesellschaft de 1988 à 1994. Il est l'auteur et l'éditeur scientifique de nombreuses publications dans ce domaine[18].
- 31 août à Metz : Philippe Bilger[19], a été un magistrat français. Juge d'instruction, puis avocat général, il est resté au service de la justice pendant près de quarante années, connu surtout pour avoir été responsable du service de la cour d'assises au sein de la cour d'appel de Paris. Il est l'auteur de nombreux ouvrages[20] et membre fondateur du Cercle K2[21].
- 27 septembre à Saint-Étienne-lès-Remiremont : René Dinkel, conservateur régional des monuments historiques et ingénieur des services culturels et du patrimoine honoraire français.
- 21 octobre à Sarreguemines : Norbert Spehner, spécialiste franco-canadien des littératures de genre, notamment de la science-fiction et du fantastique, du roman policier et du western. Il est aussi critique, chroniqueur, essayiste, bibliographe, écrivain. Il vit à Longueuil (Québec) depuis septembre 1968.
- 14 décembre à Metz : Hans Christian Rudolph (décédé le 23 janvier 2014 à Hambourg), comédien allemand de théâtre et de télévision. Il fut l'un des piliers du théâtre Thalia de Hambourg.

## Décès

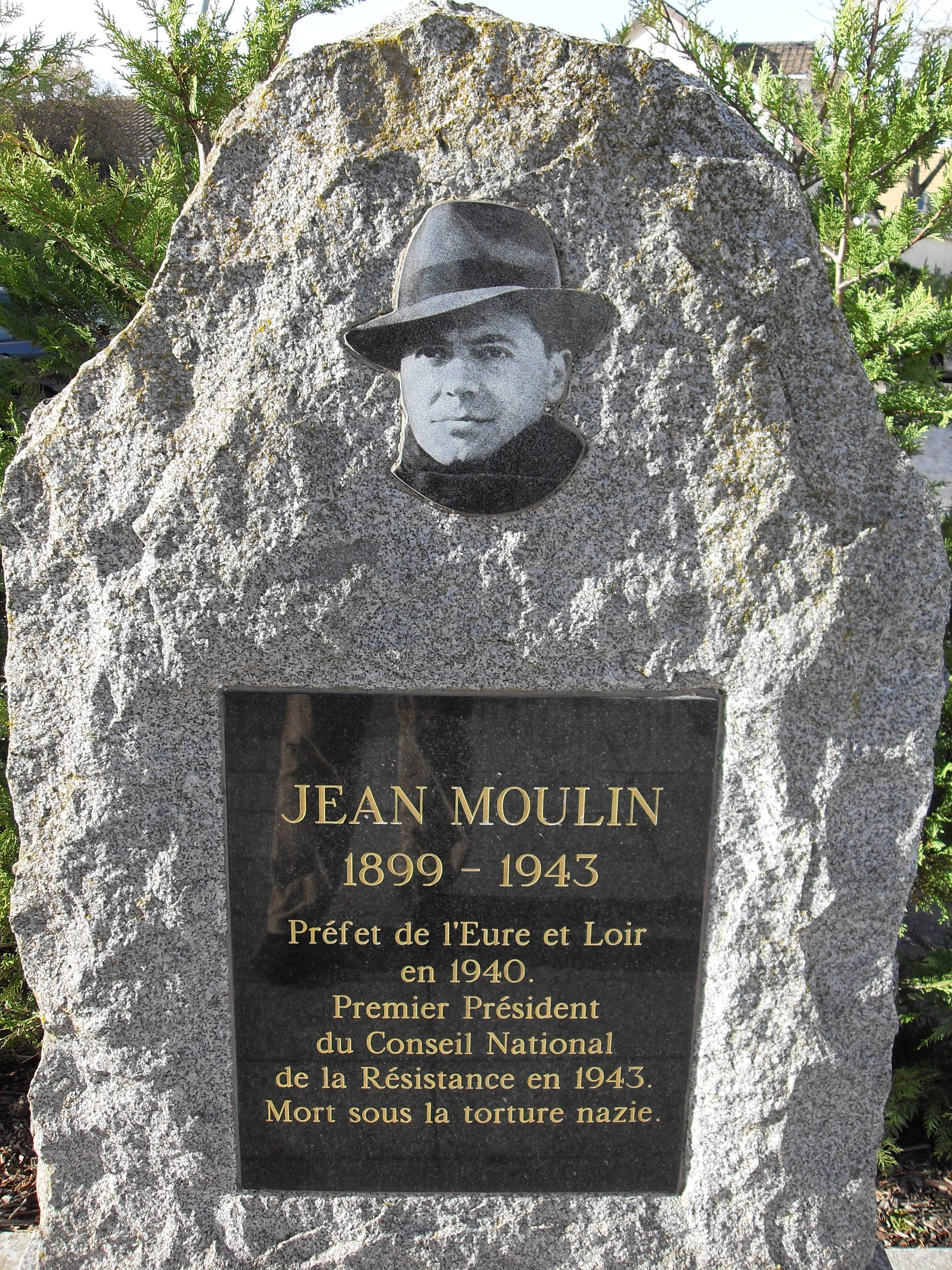
Les Clayes sous Bois - Monument Jean Moulin

- 8 janvier à Metz : Roger Forêt, né le 1er octobre 1870 à Vaxy, avocat et homme politique allemand. Il est maire de Metz de 1911 à 1918.
- 28 février à Nancy : Henri Maresquelle, né le 6 mars 1866 à Strasbourg[22], espérantiste français.
- 8 juillet près de Metz : Jean Moulin, né le 20 juin 1899 à Béziers, haut fonctionnaire (préfet d'Eure-et-Loir) et résistant français. Il meurt dans le train qui le transporte en Allemagne peu avant le passage de la frontière. Son décès est enregistré en gare de Metz[23],[5].